# Semestr
Semestr (z lat. semestris, šestiměsíční: sex, šest, a mensis, měsíc) je označení pro pololetí zejména na vysokých školách.

## Školství
Výuka během akademického roku na vysokých školách se zpravidla dělí na dva semestry, zimní a letní. Zimní semestr začíná u většiny vysokých škol v září nebo v říjnu a letní v únoru. Každý semestr je zakončený zkouškovým obdobím a pro postup do dalšího semestru musí student nasbírat určité množství kreditů.

## Evropský semestr
V kontextu Evropské unie je Evropský semestr obdobím od listopadu do července, kdy se koordinují sociální a hospodářské politiky členských států. Byl zaveden v reakci na hospodářskou krizi z roku 2008 a jeho první cyklus proběhl v roce 2011.